# فایبز درامز
شرکت فایبز درامز (به انگلیسی: Fibes Drum Company) یک شرکت تولیدکننده آلات موسیقی آمریکایی بود که درام تولید می‌کرد. شرکت در سال ۱۹۶۶ تأسیس شد و توسط شرکت تولید گیتار سی.اف. مارتین در سال ۱۹۷۰ خریداری شد. شرکت سی.اف. مارتین دارایی‌های فایبز را در سال ۱۹۷۹ به جیم کوردر (که متعاقباً شرکت خود به نام کوردر درام را تأسیس کرد) فروخت. نام «فایبز» به طرف دیگری فروخته شد، و برای مدت کوتاهی به عنوان یک نام چوبک طبل باقی ماند، که استفاده از آن نیز در سال ۱۹۹۴ متوقف شد.